# شارون لونش
شارون لونش (بالإنجليزية: Sharon Lynch)‏ هي لاعبة اتحاد الرغبي أيرلندية، ولدت في 17 سبتمبر 1982.